# Per Venerabilem

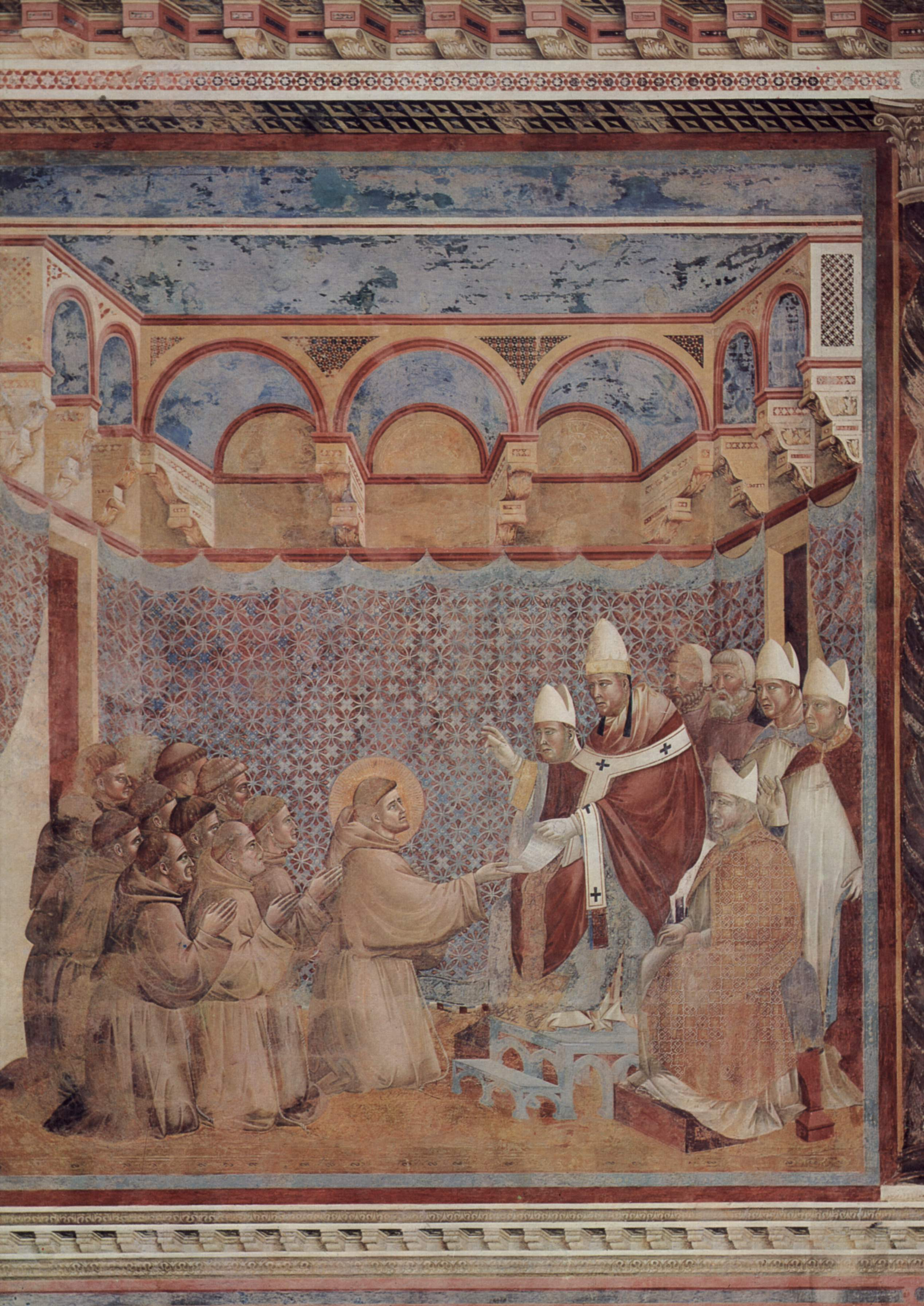
Innocent III (représenté approuvant la règle de Saint François d'Assise), fresque de Giotto di Bondone (1296-1298).

La Per Venerabilem est une décrétale du pape Innocent III datée de 1202.
Le pape y énonce, pour la première fois et au profit d'un roi de France, le capétien Philippe II Auguste, la sentence « rex superiorem non recognoscens » selon laquelle le roi ne connaît aucun supérieur au temporel. 

## Contexte
En 1202, le seigneur de Montpellier,,, Guilhem VIII, persuade l'archevêque d'Arles d'intercéder en sa faveur auprès du Pontife romain afin d'obtenir de celui-ci la légitimation, par rescrit de ses enfants bâtards — dont l'aîné de ses fils, le futur Guilhem IX — nés de son mariage, considéré comme adultère, avec Agnès de Castille.

## Contenu
Le pape rejette la demande qui lui a été adressée,. Il décline sa compétence au motif que c'est au roi de France qu'il convient de s'adresser puisque celui-ci ne connaît aucun supérieur au temporel.